# Piotr Ogrodziński
Piotr Andrzej Ogrodziński (ur. 7 września 1951 w Paryżu) – polski filozof, urzędnik państwowy i dyplomata, były ambasador RP w Kanadzie, działacz opozycji w okresie PRL.

## Życiorys
W 1975 ukończył studia Instytucie Nauk Ekonomicznych Uniwersytetu Warszawskiego. W 1984 uzyskał stopień naukowy doktora nauk filozoficznych. Zajmował się filozofią polityki i historią filozofii. Od 1978 do 1990 pracował w Instytucie Filozofii i Socjologii Polskiej Akademii Nauk.
Od lat 70. związany ze środowiskiem opozycji demokratycznej. Od 1977 udzielał logistycznego wsparcia wydawcom „Robotnika”. W 1980 został członkiem „Solidarności”. Był wśród założycieli związku pracowników nauki, techniki i oświaty. Współtworzył i redagował pismo „NTO – Nauka-Technika-Oświata”. Po wprowadzeniu stanu wojennego współpracował z wydawnictwami drugiego obiegu (CDN), był redaktorem „CDN Głosu Wolnego Robotnika”. Od 1982 współpracował z MRKS-em. W 1989 zaangażowany w kampanię wyborczą Komitetu Obywatelskiego.
Od 1991 do 1997 był adiunktem w Instytucie Studiów Politycznych PAN. Jednocześnie w 1993 podjął pracę w Ministerstwie Spraw Zagranicznych. Był wicedyrektorem Departamentu Studiów i Planowania (1993–1997, od 1994 także p.o. dyrektora), radcą ministrem (1997–1998) i zastępcą ambasadora RP w Waszyngtonie (1998–2001), dyrektorem Departamentu Ameryki (2001–2004). W latach 2004–2009 sprawował urząd ambasadora RP w Ottawie. Następnie powrócił na stanowisko dyrektora Departamentu Ameryki w MSZ.
W 2018 współtworzył Konferencję Ambasadorów RP, objął stanowisko jej prezesa.
W 2011 odznaczony przez prezydenta Bronisława Komorowskiego Krzyżem Oficerskim Orderu Odrodzenia Polski. Wyróżniony także odznaką „Zasłużony Działacz Kultury”.
Syn Przemysława Ogrodzińskiego. Żonaty z Joanną Kawalerowicz-Ogrodzińską, ma trzech synów.